# Cozi Zuehlsdorff
Cozi Zuehlsdorff (Orange County, California; 3 de agosto de 1998) es una actriz y cantante estadounidense. Es conocida por su papel de Hazel Haskett en la película Dolphin Tale (2011) y su secuela, Dolphin Tale 2 (2014), y Ocean en la serie de Disney Channel Liv & Maddie.

## Carrera
Cozi comenzó su carrera como actriz a los 8 años de edad en un teatro local en la obra Annie. También actuó en The Wizard of Oz, Willy Wonka and the Chocolate Factory, Peter Pan, y The Sound of Music.
Posteriormente trabajó en cine y televisión. Después de unos cuantos anuncios, interpretó Hazel Haskett en Dolphin Tale y su secuela Dolphin Tale 2. Por ese papel fue nominada para un Young Artist Award en el 2012.

## Filmografía
| Cine       | Cine                         | Cine          | Cine                                          |
| Año        | Título                       | Rol           | Notas                                         |
| ---------- | ---------------------------- | ------------- | --------------------------------------------- |
| 2011       | Dolphin Tale                 | Hazel Haskett |                                               |
| 2013       | Winter: The Dolphin That Can | Narradora     | Documental                                    |
| 2014       | Dolphin Tale 2               | Hazel Haskett |                                               |
| 2017       | Pure Country: Pure Heart     | Piper Spencer | Directo a video                               |
| Televisión |                              |               |                                               |
| Año        | Título                       | Rol           | Notas                                         |
| 2011       | 1st Look                     | Ella misma    | Episodio: "Dolphin Tale"                      |
| 2011       | Made in Hollywood            | Ella misma    | 1 episodio                                    |
| 2013       | Monday Mornings              | Trisha Miller | Episodio: "Deus Ex Machina"                   |
| 2013       | Sofia the First              | Cantante      | Episodio: "Just One of the Princes"           |
| 2013       | Liv and Maddie               | Ocean         | Episodios: "Steal-a-Rooney" & "Kang-a-Rooney" |
| 2013–15    | Mighty Med                   | Jordan        | 9 episodios                                   |
| 2015       | Code Black                   | Audrey        | Episodio: "Cardiac Support"                   |
| 2016       | K.C. Undercover              | Pinky         | Episodio: "Catch Him If You Can"              |
| 2018       | Freaky Friday                | Ellie         | Película para televisión                      |

## Discografía

### Extended plays
- Originals

Originals es el EP debut de la actriz y cantante estadounidense Cozi Zuehlsdorff. Fue lanzado el 27 de noviembre de 2014 en medios digitales a través de Google Play y iTunes, y es transmisible por Spotify y Google Play Music All Access.

#### Listado de pistas
| N.º | Título                 | Duración |  |
| 1.  | «Overruled»            | 3:28     |  |
| 2.  | «Middle of A»          | 2:42     |  |
| 3.  | «My Jam»               | 3:02     |  |
| 4.  | «Original Originals»   | 3:23     |  |
| 5.  | «Shield»               | 3:56     |  |
| 6.  | «Turn the Light On»    | 3:26     |  |
| 7.  | «That's All She Wrote» | 3:25     |  |

### Singles
Handpainted (Brennley's Song) – Cozi Zuehlsdorff
Brave Souls – Cozi Zuehlsdorff
Beat drops - Cozi Zuehlsdorff
It's a wonderful life - Cozi Zuehlsdorff

#### Como artista invitada
- Hellberg – The Girl (feat. Cozi Zuehlsdorff) (2015)
- Rich Edwards – Where I'll Be Waiting (feat. Cozi Zuehlsdorff) (2016)
- Vicetone – Nevada (feat. Cozi Zuehlsdorff) (2016)
- MYRNE – Confessions (feat. Cozi Zuehlsdorff) (2017)
- Vicetone – Way Back (feat. Cozi Zuehlsdorff) (2018)